# حسین امینیان
حسین امینیان دیپلمات ایرانی است. او در سال ۱۳۷۰ به پیشنهاد علی اکبر ولایتی (وزیر امور خارجۀ وقت) از طرف اکبر هاشمی رفسنجانی (رئیس‌جمهور وقت) به عنوان «سفیر فوق‌العاده و نمایندۀ تام‌الاختیار ایران در امارات متحدۀ عربی» منصوب شد. او پیش از آن، مشاور وزیر امور خارجه، رئیس مرکز مطالعات خلیج فارس و سرپرست بخش مطالعات خاورمیانه در دفتر مطالعات سیاسی و بین‌المللی بود.